# Хойнацкая, Малгожата
Малгожа́та Хойна́цкая-Вардо́вич (пол. Małgorzata Chojnacka-Wardowicz; 17 февраля 1983, Гожув-Велькопольский) — польская гребчиха-байдарочница, выступала за сборную Польши в середине 2000-х — начале 2010-х годов. Участница летних Олимпийских игр в Пекине, чемпионка Европы и мира, победительница многих регат национального и международного значения.

## Биография
Малгожата Хойнацкая родилась 17 февраля 1983 года в городе Гожув-Велькопольский Любуского воеводства. Активно заниматься греблей начала с раннего детства, проходила подготовку в Познани в местном спортивном клубе KS Posnania.
Первого серьёзного успеха на взрослом международном уровне добилась в 2005 году, когда попала в основной состав польской национальной сборной и побывала на домашнем чемпионате Европы в Познани, откуда привезла награду бронзового достоинства, выигранную в зачёте четырёхместных байдарок на дистанции 500 метров. Два года спустя выступила на европейском первенстве в испанской Понтеведре, где получила серебро в двойках на тысяче метрах и бронзу в четвёрках на пятистах метрах. Кроме того, в этом сезоне добилась тех же результатов на первенстве мира в немецком Дуйсбурге, в тех же дисциплинах вновь взяла серебро и бронзу.
В 2008 году Хойнацкая выиграла серебряную медаль на чемпионате Европы в Милане, заняв второе место в километровой гонке байдарок-четвёрок. Благодаря череде удачных выступлений удостоилась права защищать честь страны на летних Олимпийских играх в Пекине — стартовала здесь в одиночках на дистанции 500 метров, однако сумела дойти лишь до стадии полуфиналов, где финишировала восьмой.
После пекинской Олимпиады Хойнацкая осталась в основном составе гребной команды Польши и продолжила принимать участие в крупнейших международных регатах. Так, в 2005 году она завоевала бронзовую медаль на чемпионате Европы в немецком Бранденбурге, в километровой программе четвёрок, а также одержала победу на чемпионате мира в канадском Дартмуте, в километровой программе двоек. Последний раз показала сколько-нибудь значимый результат на международной арене в сезоне 2012 года, когда, выступая под фамилией мужа Вардович, в четвёрках на тысяче метрах выиграла европейское первенство в Загребе, обогнав всех своих соперниц. Пыталась пройти отбор на Олимпийские игры в Лондоне, но не смогла этого сделать из-за слишком высокой конкуренции. Вскоре после этого приняла решение завершить карьеру профессиональной спортсменки, уступив место в сборной молодым польским гребчихам.